# Phantom Doctrine
Phantom Doctrine est un jeu vidéo de stratégie au tour par tour développé par CreativeForge Games et édité par Good Shepherd Entertainment, sorti en 2018 sur Windows, PlayStation 4 et Xbox One, puis en 2020 sur Nintendo Switch.

## Synopsis
En 1983, alors que la guerre Froide bat son plein, une organisation secrète appelée La Cabale est mise sur pied afin de contrecarrer les projets d'une organisation secrète appelée La Conspiration. Composée des meilleurs éléments des services de renseignements de divers pays et d'organisations non-étatiques, ses membres vont devoir mener de nombreuses missions périlleuses.  

## Système de jeu
Le joueur est placé à la tête d'une organisation secrète appelée La Cabale et sera chargé de l'organisation de la cellule et du commandement des actions sur le terrain. Il devra commencer par choisir le service de renseignements avec lequel il travaillera en sous-main : la CIA américaine, le KGB soviétique ou le Mossad israélien, ce dernier étant débloqué lorsque le joueur finit une première fois le jeu. 
Dans l'aspect gestion, le joueur devra veiller au financement de son organisation, à envoyer ses agents dans les différents points chauds à travers le monde où une activité ennemie a été détectée, faire travailler la cellule de développement pour disposer de nouveaux équipements ou services (lavage de cerveau, fabrication de fausse monnaie, amélioration des missions de reconnaissance...), entraîner ses agents... Le joueur a également la possibilité de recruter de nouveaux agents au gré de ses différentes missions. Chaque agent dispose d'un passé et d'une formation spécifiques (services de renseignements, forces armées, mafia, réseau Gladio, indépendant...) et de compétences qui lui sont propres. 
Phantom Doctrine fonctionne sur le principe du tour par tour. C'est-à-dire que le joueur et son adversaire jouent l'un après l'autre et chaque action (déplacement, tir...) coûte un certain nombre de points. Le tour se termine lorsque le joueur ou l'adversaire a épuisé son quota de points. Le nombre de points disponible varie d'un agent à l'autre en fonction de son niveau de compétence et peut être augmenté via l'entraînement. 
Le joueur doit également faire attention à ce que sa base ne soit pas découverte par l'ennemi. Régulièrement, les agents ennemis mènent des actions qui les mènent jusqu'au quartier général de La Cabale : si la base est découverte, le joueur doit trouver une nouvelle planque. Il a toutefois la possibilité de mener des actions pour contrer l'enquête ennemie.

## Accueil
Lors de sa sortie, Phantom Doctrine reçoit un accueil globalement négatif. De nombreux tests soulignent l'excellence de son ambiance et du contexte historique choisi pour l'intrigue du jeu, mais pointent aussi plusieurs bugs. Les plus gênants étant ceux liés aux errements dans la prise en compte de la ligne de visée, complètement fantaisiste : ennemis tirant à travers les murs, voire d'un étage à un autre.
- Canard PC : 4/10[2]
- Jeuxvideo.com : 16/20[3]